# City Cobra
City Cobra ist das erste Soloalbum des österreichischen Rappers Chakuza. Es wurde am 2. März 2007 über Bushidos Musiklabel ersguterjunge veröffentlicht.

## Titelliste
| #  | Titel                   | Gastmusiker | Produzent   | Länge |
| -- | ----------------------- | ----------- | ----------- | ----- |
| 1  | Intro                   |             | Beatlefield | 2:07  |
| 2  | Gott sei Dank           |             | Tobstarr    | 3:55  |
| 3  | Wo sind sie jetzt?      |             | Beatlefield | 3:19  |
| 4  | Tage Des Donners        |             | Sti         | 2:54  |
| 5  | Eure Kinder             | Bushido     | Beatlefield | 3:53  |
| 6  | Hollywoodreif           |             | Crada       | 3:46  |
| 7  | Killamusic              |             | Sumo        | 3:31  |
| 8  | Augen auf, Klappe zu    |             | Raf Camora  | 3:48  |
| 9  | Sollten alle untergehen |             | Sti         | 4:06  |
| 10 | City Cobra              | Raf Camora  | Sti         | 3:36  |
| 11 | Salem                   |             | Beatlefield | 3:37  |
| 12 | Was glaubst du?         | Sprachtot   | Beatlefield | 4:09  |
| 13 | Ein verdammte Song      |             | Beatlefield | 4:25  |
| 14 | Diese eine              |             | Beatlefield | 4:00  |
| 15 | Over the Top            |             | Tobstarr    | 3:31  |
| 16 | Outro                   |             | Screwaholic | 2:44  |

## Produktion
Die meisten Produktionen stammen vom Produzentenduo Beatlefield, das aus Chakuza und DJ Stickle besteht. Sie steuerten die Musik zu Intro, Wo sind sie jetzt?, Eure Kinder, Salem, Was glaubst du?, Ein verdammter Song und Diese eine zu. Tobstarr, ein Produzent
aus dem Umfeld Beatlefields, produzierte die Titel Gott sei Dank und Over the Top. Die Produktion von Hollywoodreif wurde vom Frankfurter Hip-Hop-Produzenten Crada übernommen, während sich Sumo für die musikalische Untermalung von Killamusic zuständig zeigte. RAF Camora ist für die Musik von Augen auf, Klappe zu verantwortlich. Als weiterer Produzent trat Screwaholic in Erscheinung. Seine Produktion ist dem Titel Outro zuzuordnen. Auch STI, der früher bei Azads Label Bozz Music unter Vertrag stand, steuerte Musik zu. Diese verwendete Chakuza für die Songs Tage des Donners, Sollten alle untergehen und City Cobra.
DJ Stickle übernahm die Abmischung im ersgutesstudio in Berlin. Bei diesem Prozess werden alle Tonspuren zusammengelegt. Es ist die letzte Arbeit an der Musik vor dem Mastering. Dieses wurde von Dirk Niemeier in den Emil Berliner Studios getätigt.

## Gastbeiträge
Auf City Cobra sind insgesamt drei Gastbeiträge vorhanden. Auf der ersten Singleauskoppelung Eure Kinder wird Chakuza von seinem damaligen Labelchef Bushido unterstützt. Der Refrain vom Titeltrack City Cobra wird von RAF Camora gesungen. Zuletzt wurde der Song Was glaubst du? gemeinsam mit dem Mannheimer Rapper Sprachtot aufgenommen, der mittlerweile unter seinem bürgerlichen Namen Marc Reis auftritt.

## Illustration
Das Cover ist in den Farben Schwarz, Grau und Weiß gestaltet. Es zeigt ein Bild Chakuzas aus einer Sicht leicht unter der Normalperspektive. Dabei trägt er eine schwarze Lederjacke und ein Basecap der Baseball-Mannschaft New York Yankees. Im Hintergrund sind Hochhäuser einer Stadt zu sehen. Dabei wurde der Effekt der Unschärfe angewendet. Über dem Kopf Chakuzas ist der Schriftzug City Cobra angesetzt. In der unteren Bildhälfte befindet sich das Logo Chakuzas.

## Vermarktung
Zu City Cobra wurden zwei Singles ausgekoppelt. Als erste Single wurde der Titel Eure Kinder präsentiert, den Chakuza gemeinsam mit Bushido aufnahm. Die Single wurde am 23. Februar 2007 veröffentlicht, erreichte in Deutschland Platz 25, in Österreich Platz 51 und hielt sich 13 bzw. 4 Wochen in den Charts. Auf der Maxi waren neben dem Original, dem Instrumental und dem dazugehörigen Video zwei Remixes von RAF Camora und Screwaholic und die entsprechenden Instrumentals enthalten.
Die zweite Single Sollten alle untergehen wurde am 18. Mai 2007 veröffentlicht. Neben dem Original waren darauf die Bonustracks Alles ist perfekt und Gift sowie das Video und ein exklusiver Remix von Beatlefield enthalten. In den deutschen Charts erreichte die Single Platz 72. Nach vier Wochen musste sie die Top 100 wieder verlassen.

## Charterfolg
City Cobra ist in der 12. Kalenderwoche 2007 auf Platz zehn der deutschen Albumcharts eingestiegen, insgesamt konnte es sich neun Wochen lang in den Charts halten. In der österreichischen Hitparade platzierte sich das Album am 16. März 2007 auf Platz 41. Später fiel es auf die Plätze 56, 42, 67, 55, 62 und 67, ehe es sich nicht mehr in den Top 100 klassieren konnte. Dies stellte Chakuzas erste Platzierung als Solokünstler in den österreichischen Charts dar.

## Rezeption
Das Musikmagazin laut.de bewertete City Cobra mit zwei von möglichen fünf Sternen. Redakteurin Dani Fromm attestierte dem Album gute Ansätze. So lobte er beispielsweise die Musik, die „angefangen bei theatralischer Intro-Imposanz, die sich aus dem Hintergrund über Hubschrauber- und Störgeräusche schiebt, über gepitchte Voice-Samples (‚Gott Sei Dank‘), rumpelnde Bassteppiche (‚Tage Des Donners‘), düster-stimmungsvolle Pianopassagen (‚Diese Eine‘), ‚Hollywoodreif‘e Revue-Einlagen und sogar E-Gitarren (‚Killamusic‘) bis hin zum Outro“ eine „erfreuliche Vielfalt und gehobene Klasse an den Tag legen“. Auch die Texte wurden positiv hervorgehoben. Zwar seien diese teilweise uninnovativ, jedoch authentisch und würden ein breites Themenspektrum abdecken. Als größter Mängel wurde die unerschütterliche Gleichförmigkeit im Vortrag genannt. Lediglich im Titeltrack City Cobra finde diese sowohl bei der gesungenen Hook Camoras als auch bei Chakuzas Rap nicht statt.
Das Hip-Hop-Magazin HipHop-Jam.net vergab dem Album vier von fünf Mics. Dabei lobte der Autor insbesondere die schnellen Flows, die raue Stimme und den einmaligen, jedoch gewöhnungsbedürftigen österreichischen Akzent. Die Produktionen wurden in zwei Stilrichtungen unterteilt, die sich „einerseits auf hämmernd und dunkel“, andererseits „melancholisch und ruhig“ gestalten. Insgesamt wurde Chakuza ein klarer Fortschritt im Vergleich zum vorherigen Streettape Suchen & Zerstören attestiert.
Die Website Rap4Fame beurteilte Chakuzas Debüt mit drei von maximal fünf Kronen. Chakuzas Stil wurde als „stimmgewaltig, druckvoll, geladen, aggressiv, tiefsinnig, nachdenklich und sarkastisch“ beschrieben. Als Hauptkritikpunkt galt die monotone Vortragsweise, was insbesondere beim Titel Sollten alle untergehen ins Gewicht fällt. Insgesamt wurde City Cobra als gelungenes Debütalbum abgestempelt.
Die Redaktion von cdstarts.de verteilte City Cobra fünf von zehn möglichen Punkten. Zwar wurde die Musik gelobt, die „die musikalische Messlatte relativ hoch setzen“ würden. Jedoch wurden hauptsächlich einige primitive und niveaulose Textzeilen kritisiert. So seien lediglich „vier bis fünf überdurchschnittliche Tracks“ auf dem Album, „von denen sich allerdings auch nur die Hälfte nachhaltig im Gehör festsetzt“.